# Pascal Lorot
 (septembre 2021).
Pascal Lorot, né le 30 avril 1960 à Clichy (Hauts-de-Seine), est un économiste et géopolitologue français. Il dirige l'Institut Choiseul.

## Biographie

### Jeunesse et études
Il étudie le russe en URSS en 1982, à l'université d'État de Moscou[source insuffisante].
En 1987, il obtient un doctorat en économie à l'Institut d'études politiques de Paris, réalisé sous la direction de Jean-Claude Casanova. Il est également titulaire d'un doctorat en sciences politiques de l'université Paris II.
Il est nommé auditeur de la 48e session nationale de l'Institut des hautes études de Défense nationale (IHEDN) mais fera finalement la 49e (1996-1997). Il est également auditeur de la 16e session nationale de l’Institut des hautes études de sécurité (INHES).

### Parcours politique
Pascal Lorot est élu maire-adjoint (Rassemblement pour la République, RPR) de la ville de Vanves (Hauts-de-Seine) lors des élections municipales de 1983. Il est réélu maire-adjoint lors des élections de 1989. En 1986, il est responsable de la commission Économie du Club de l'horloge. Trois ans plus tard, il participe à ce titre à l'ouvrage collectif édité conjointement avec le Club 89.
En 1994, alors qu'il est conseiller municipal à Vanves, il décide de se présenter pour les municipales suivantes à Montceau-les-Mines, mais il échoue au premier tour face au candidat socialiste.
En 2000, il est secrétaire du RPR pour la 4e circonscription de Paris, en soutien de Philippe Séguin, alors candidat à la mairie de Paris. Il quittera ces fonctions quelques mois plus tard.

### Carrière professionnelle
Pascal Lorot commence sa carrière chez BNP Paribas comme économiste en 1984. En 1986, il devient directeur du bureau de cette banque à Moscou en Russie,. Il rejoint en 1988 l'Institut français des relations internationales (IFRI) en tant que chercheur,.
En 1990, il est nommé conseiller de Jacques Attali, président de la Banque européenne pour la reconstruction et le développement à Londres,. Il devient en 1993 conseiller du ministre de l'Économie et des Finances Edmond Alphandéry,.
De 1995 à 2002, Pascal Lorot rejoint le groupe pétrolier Total, où il occupe les fonctions de directeur des études économiques puis de directeur des relations institutionnelles,. En novembre 2003, il est nommé par Jacques Dermagne, alors président du Conseil économique et social, membre du collège de la Commission de régulation de l'énergie,.
Au terme de son mandat, en mai 2010, il prend la présidence de l’Institut Choiseul, think tank voué à l’analyse des grands enjeux économiques, politiques et sociétaux, qu’il avait créé en 1999,,. En parallèle des activités nationales de l’Institut Choiseul, il lance en 2014 le « Choiseul 100 Africa », réseau de jeunes dirigeants économiques africains. En 2019, il crée le « Choiseul Africa Business Forum », dont la troisième édition s’est déroulée à Casablanca en novembre 2022 et a rassemblé près de 800 décideurs économiques du continent.
Il crée le club Choiseul Russia en 2019. En 2015 et 2016, il discute de la politique de Vladimir Poutine dans des articles dont les propos sont qualifiés de russophiles par certains,,.

### Action diplomatique
En 2015, parallèlement à ses fonctions à la tête de l’Institut Choiseul, Pascal Lorot est nommé par le président François Hollande commissaire général de la France pour l’Exposition internationale de 2017 à Astana, capitale du Kazakhstan. L'exposition a pour thème les énergies du futur.
En avril 2019, il est nommé par Jean-Yves Le Drian, ministre de l’Europe et des Affaires étrangères, représentant spécial de la France pour la diplomatie économique en Asie centrale,.

## Publications
- Pascal Lorot, Les Zones franches, Paris, Institut économique, 1985
- Pascal Lorot, Les zones franches dans le monde, Paris, La Documentation française, 1987
- Pascal Lorot avec Thierry Schwob, Singapour, Taiwan, Hong-Kong, Corée du Sud : les nouveaux conquérants, Paris, Hatier, 1988 (ISBN 9782218077135, lire en ligne)
- Pascal Lorot, Les pays baltes: Estorie, Lettonie, Lituanie, Paris, Presses universitaires de France (PUF), coll. « Que sais-je ? », 1991, 127 p. (ISBN 9782130435990)
- Pascal Lorot, Le reveil balte, Paris, Hachette, 1991 (ISBN 9782010183676)
- Pascal Lorot avec Georges Ayache, La Conquête de l'est: Les atouts de la France dans le nouvel ordre mondial, Paris, Calmann-Lévy, 1er avril 1994, 272 p. (ISBN 978-2702119457)
- Pascal Lorot, Histoire de la Perestroïka, Paris, Presses universitaires de France - PUF, coll. « Que sais-je ? », 128 p. (ISBN 978-2130453444)
- Pascal Lorot (dir.), Les nouvelles frontières de l'Europe, Paris, Economica GF, 1993 (ISBN 978-2-7178-2435-3)
- Pascal Lorot, Histoire de la géopolitique, Paris, Economica, 1er janvier 1995, 112 p. (ISBN 978-2717828146)
- Pascal Lorot, Introduction à la Géoéconomie, Paris, Economica, 24 novembre 1999, 244 p. (ISBN 9782717839623)
- Pascal Lorot (dir.), Dictionnaire de la mondialisation, Paris, Ellipses, 27 septembre 2001, 496 p. (ISBN 978-2729807986)
- Pascal Lorot et François Thual, La géopolitique. 2e édition, Paris, Montchrestien, 29 août 2002, 160 p. (ISBN 9782707611437)
- Pascal Lorot, A qui profite la guerre ?, Paris, Éditions 1, 9 septembre 2003, 200 p. (ISBN 978-2846121354)
- Pascal Lorot et Jean-François Daguzan, Guerre et économie, Paris, Ellipses, 19 juin 2003, 224 p. (ISBN 978-2729814038)
- Pascal Lorot et Jean-François Daguzan, L'Asie Centrale après "la guerre contre la terreur", Paris, L'Harmattan, décembre 2004, 290 p. (ISBN 9782747571883)
- Pascal Lorot et Jean Guellec (dir.), Planète Océane : L'essentiel de la Mer, Paris, Institut Choiseul, 27 novembre 2006, 528 p. (ISBN 978-2916722009)
- Pascal Lorot, Le siècle de la Chine : Essai sur la nouvelle puissance, Paris, Choiseul, 25 avril 2007, 258 p. (ISBN 978-2916722016)
- Yves Lacoste et Pascal Lorot, La Géopolitique et le Géographe. Entretiens avec Pascal Lorot, Paris, Choiseul, 270 p. (ISBN 978-2361590017, lire en ligne)
- Pascal Lorot, Fragments géopolitiques, Paris, Choiseul, 21 janvier 2011, 248 p. (ISBN 978-2361590079)
- Pascal Lorot, Chroniques d’un monde nouveau, Paris, Alpharès, 2015
- Pascal Lorot, La France dans le grand jeu mondial, Hermann, 2022.

## Distinctions

### Décorations
- Chevalier de la Légion d'honneur du 1er janvier 2010[28]
- Chevalier de l'ordre national du Mérite du 15 mai 2001[29]
- Chevalier de l'ordre des Arts et des Lettres[30]
- Médaille des services militaires volontaires, bronze

### Autres
Pascal Lorot est membre du conseil d'administration de la chancellerie des universités de Paris.